# 타라 덩컨
《타라 덩컨》(프랑스어: Tara Duncan)은 프랑스의 작가 소피 오두인 마미코니안의 판타지 소설 시리즈이다.

## 시리즈
- 타라 덩컨 제1권 아더월드와 마법사들
- 타라 덩컨 제2권 비밀의 책
- 타라 덩컨 제3권 저주받은 왕홀
- 타라 덩컨 제4권 드래곤의 배반
- 타라 덩컨 제5권 금지된 대륙
- 타라 덩컨 제6권 마지스터의 함정
- 타라 덩컨 제7권 유령들의 습격
- 타라 덩컨 제8권 사악한 여제
- 타라 덩컨 제9권 검은 여왕
- 타라 덩컨 제10권 드래곤 대 악마
- 타라 덩컨 제11권 행성들의 전쟁
- 타라 덩컨 제12권 최후의 전투

- 1권을 제외한 나머지는 상하권으로 분권되었다.
- 6권의 제목은 <드래곤들의 행성>이었으나 변경되었다.
- 7권은 원본 프랑스의 제목은 <아더월드의 유령들>이나 국내에서는 <유령들의 습격>으로 변경되어 5월 10일에 출간되었다.
- 8권 원본 프랑스의 제목은 <불길한 여제>이나 국내에서는 <사악한 여제>로 변경되어 7월 8일에 출간되었다.
- 9권 제목은 <악마 군단>으로 작가가 계획했으나 <검은 여왕>으로 바꾸었다.
- 프랑스판 9권은 2011년 9월 23일에 출간되었다.
- 이야기의 배경은 프랑스와 마법의 행성 아더월드이다. 오무아(인간제국), 랑코비트(인간왕국),멘탈리르(유니콘,켄타우로스), 살테렌스(사자&표범 잡종), 셀렌다(엘프), 빌랭, 히믈리아(난쟁이), 스몰컨트리(땅신령,꼬마도깨비 파보, 요정, 고블린), 간디스(거인), 크라살비(뱀파이어), 크랑카르(트롤), 타트란(타트리스, 카흠보움, 타츠보움), 파트로크(에드라킨)등의 나라가 있다.
- 아더월드 이외의 주요 행성은 드란보우글리스펜쉬르(드래곤)과 림보(악마)가 있다.

## 등장인물
매직갱
- 타라틸랑넴 탈 바르미 압 산타 압 마루 탈 덩컨(Tara'Tylanhem T'al Barmi Ab Santa Ab Maru T'al Duncan) - 주인공으로 애칭은 타라(Tara)이다. 오무아의 후계자(또는 부여제/공동여제)이며[로빈, 칼, 무아노, 파프니르, 파브리스]가 소속되어 있는 매직갱의 일원이다. 유전자 조작으로 인한 강력한 마법능력을 가지고 있다.금발에 제비초리같은 흰머리, 푸른색과 에메랄드빛의 쪽빛 눈을 가지고 있다. 아더월드에서 유일하게 패밀리어가 페가수스인 마법사라고 한다. 로빈과 커플이었으나 8권에서 헤어졌고 나중에 칼과 사귀게 된다.
- 갈랑 - 페가수스,타라 덩컨의 패밀리어이다. 1권에서 타라를 선택하게 된다. 죽을 위기를 넘기면서 타라의 마력을 약간 받았다.
- 로빈 망질(Robin M'angil) - 국적은 셀렌다계 랑코비트인.하프엘프로 타라 덩컨의 전 남자친구이며 은색 머리와 삐죽한 귀, 고양이 같은 크리스털 눈을 가졌다. 랑코비트의 정보국장 엘프 탕딜루스 망질과 인간 여성 메보라의 아들이다.
- 소우르브(토토) - 히드라, 로빈 망질의 패밀리어이다. 전에는 칼의 애완동물로 이름이 토토였다.  소우르브는 엘프어로 '충성'이라는 뜻이며 로빈이 직접 지은 이름이다. 5권에서 로빈을 선택하게 된다.
- 칼리반 달 살란(Caliban Dal Salan) - 국적은 랑코비트.애칭은 칼(Cal). 면허받은 도둑, 엘레아노라를 좋아했다가 엘레아노라가 죽고 난 후 타라 덩컨에게 9권에서 고백하여 사귀게 된다. 검은색 머리에 잿빛 눈. 천사같은 얼굴에 전에는 왜소한 체격이었지만 8권 이후로 건장한 체격으로 변하게 된다.
- 블롱딘 - 붉은 여우, 칼의 패밀리어이다. 1권에서 2년 전에 칼을 선택했던 것으로 나온다.
- 글로리아 다아빌(Gloria Daavil) -국적은 랑코비트.애칭은 무아노(Moineau). 랑코비트의 방계 공주로 조상이 받은 야수의 저주로 인해 위험하거나 흥분할 때 야수로 변할 수 있다. 별명인 무아노는 참새라는 의미, 무슨 이유인지 글로리아라고 불리는 것보다 무아노라고 불리는 것을 더 좋아한다. 파브리스와 사귀는 사이이고(헤어졌다가 재결합) 제레미와 약혼 및 파혼한 적이 있다. 구불구불 흘러내리는 갈색 머리에 초록빛 눈, 까무잡잡한 피부에 귀여운 외모의 소유자이다.
- 쉬바 - 은빛 표범, 무아노의 패밀리어이다. 1권에서 이미 무아노를 선택했던 것으로 나온다.
- 파프니르(Fafnir Forgeafeux) - 히믈리아 난쟁이. 타라 덩컨의 친구.마법 능력이 있지만 난쟁이들의 특성대로 마법을 끔찍하게 싫어한다. 또, 흑장미의 섬에서 흑장미를 달인 물을 마시고 영혼 약탈자에게 지배당한 경험이 있다.하프드래곤이지만 난쟁이들에게서 키워져서 자라난 실버와 사귄다. 히믈리아의 족장의 딸이며 빨간 머리에 근육질 몸, 작은 키이다.
- 벨제부트 - 장밋빛 악마의 고양이, 파프니르의 패밀리어. 8권에서 림보에 갔을 때 파프니르를 선택한다. (그덕에 파프니르는 긴 시간동안 소리를 질렀었다.) 쉽게 죽지 않고, 더 자라지 않으며 매우 오래 산다.
- 파브리스 브주아 지롱(Fabrice de Besois-Giron) - 타라 덩컨의 지구인 친구이자, 글로리아의 남자 친구이며, 타공의 공간의 문 문지기 브주아 지롱의 아들이기도 하다. 강력한 마법을 원해 타라를 사랑한 적도 있었다. 6권에서 타라를 배반하고 마지스터와 함께 사라져 매직갱을 배신했지만, 7권에서 다시 매직갱으로 돌아오게 된다. 5권에서 늑대인간으로 변신할 수 있게 된다. 흘러내리는 금발머리, 속눈썹이 긴 까만색 눈, 건장한 체격을 가졌다.
- 바룬(사망) - 파란 매머드, 파브리스의 패밀리어였지만 6권에서 죽게 된다. 전에는 리스베스틸랑넴 여제의 정원에서 지냈다. 여제가 아끼는 매머드였으나 2권에서 파브리스를 선택한다.

오무아 제국
- 리스베스틸랑넴 탈 바르미 압 산타 압 마루 - 데미데루스의 후손이자 단비우의 누나이며 타라, 마라, 자르의 고모이고 오무아(아더월드의 나라 중 하나)의 여제이다. 1권에서 부군 다릴 크라투스와 사별한 것으로 나오며 후에 빌랭의 배반자(라고 불리는) 바리우스 덩컨과 결혼하고, 아기를 갖기 위해 '인피뱀파였던 셀렌바 피의 중독'으로부터 모우르무르 덩컨에게 치료받는 중이다(인간의 피를 먹은 뱀파이어 피에 중독되면 임신이 불가능하다) . 타라와 같은 금발에 흰 제비초리같은 머리와 쪽빛 눈을 소유했다.
- 단비우 탈 바르미 압 산타 압 마루 - 타라 덩컨의 아버지이다. 오무아 황궁을 뛰쳐나와 랑코비트에서 부인 셀레나를 만나 타라를 낳았지만 타라가 2살이 되던 해에 마지스터에게 죽임을 당하게 된다. 비욘드월드가 열렸을 때 셀레나, 타라와 만났고 그 이후에도 재판관이 준 흑요석 덕분에 타라와 몇 번 더 만났다.
- 산도르 탈 바르미 압 마르치 압 브레비스 - 타라 덩컨의 삼촌,오무아(아더월드의 나라 문단 참고)의 황제이다. 여제와 이복 형제이며 데미데루스의 직계 후손은 아니다.
- 엘세스 - 리스베스의 어머니이자 타라의 친할머니로 오래전 죽어 비욘드월드에 가 있다. 오무아의 선대 여제이자 데미데루스의 후손이다.
- 마라틸랑넴 탈 바르미 압 산타 압 마루 탈 덩컨(Mara'Tylanhem T'al Barmi Ab Santa Ab Maru T'al Duncan) - 타라 덩컨의 여동생이며,자르의 쌍둥이 누나이다. 칼을 좋아하지만 10권에서 칼을 단념하기로 한다. 전 후계자였고 갈색머리에 초록빛 눈을 가졌다. 도둑 대학과 암살자 길드에서 공부하고 있다.
- 자르틸랑넴 탈 바르미 압 산타 압 마루 탈 덩컨(Jar'Tylanhem T'al Barmi Ab Santa Ab Maru T'al Duncan) - 타라 덩컨의 남동생이다. 마지스터의 영향을 받아 여전히 악한 면이 있어 지구의 이사벨라 할머니 집으로 보내져 교육을 받고 있다. 타라와 달리 어린 나이지만 야심을 갖고 권력을 탐해 모두를 놀라게 했다. 한때 자기가 후계자라고 떠벌리다가 마라가 후계자가 되자 기가 눌리게 되고, 9권에서 권력욕을 버리게 된다.마라와 쌍둥이이고 갈색머리에 초록빛 눈의 소년이다.
- 크산디아르(Xandiar) - 오무아 제국의 친위대장으로 타라를 보호하는데 온 힘을 쏟고 있다. 오무아 제국의 정보국장인 세네 센스산스와는 라이벌 관계였으나 8권에서 결혼했다. 4권에서 타라의 유전자의 비밀을 밝혀내자 여제가 휴가를 보내는 걸로 위장해 그를 암살하려 했다.
- 세네 센스사스 - 오무아 제국의 친위대장 크산디아르와는 라이벌 관계였으나 8권에서 결혼하게 된다. 오무아의 정보국 카무플레 국장이다.
- 티라니크 - 마지스터와 같은 편인 오무아 제국의 수상. 급작스럽게 살해당했다.

타라의 친척
- 이사벨라 덩컨(Isabella Duncan) - 타라 덩컨의 외할머니로 은빛머리에 초록빛 눈을 가졌다. 남편 메넬라스를 스톤헨지에서 잃었다. 타라를 매우 사랑하지만 겉으로 드러내지 않고, 사위인 단비우, 즉 타라의 아빠가 마지스터에게 공격받자, 피의 맹세를 했던 장본인. 그러나 마니투 덩컨과 함께 오래전 셀레나(타라의 엄마)에게 유혹주문을 걸었던 일이 타라에게까지 전해지면서 8권에서 진실이 밝혀지고, 셀레나와 타라의 원망을 한몸에 받고 있다.
- 마니투 덩컨 - 타라 덩컨의 외증조할아버지이며 과거의 영생 주문이 잘못되어 검은색 사냥개가 되었다. 젊었을 적 개발한 묘약의 부작용 때문에 부디우 부인(마니투와 타라를 죽이려 하였으나 실패했다)을 비롯한 여러 여자들의 원한을 샀다. 타라에게 살아있는 돌(1권에서 등장. 무한한 마법의 저장소이며 아더월드의 정신,{12권 참고})을 구해주었다. 그러나 이사벨라와 함께 셀레나와 타라에게 유혹의 주문을 건 일 때문에 원망을 많이 들었다. 12권에서 살아있는 돌에 의해 인간으로 돌아온다.
- 셀레나 덩컨 - 타라 덩컨의 어머니, 현재 늑대인간이며 비욘드월드에서 단비우와 함께 지내고 있다. 9권에서 소원이었던 완전한 죽음을 얻게 되었다.(완전히 죽지 않았다면 마지스터가 또다시 소생시키려 했을것이다.)
- 솀보르 - 퓨마, 셀레나 덩컨의 패밀리어이다.
- 모우르무르 덩컨 - 타라 덩컨의 친척(외증조할아버지 마니투의 아내의 남동생. 말하자면 '삼촌할아버지'), 천재이자 괴짜 발명가이다. 아마존 부대의 히글 5와 사랑하는 사이이다.

랑코비트 왕국
- 탕딜루스 망질 - 순종 엘프이고 인간 여자와 결혼하였다. 엘프의 여왕 타빌라가 좋아했었던 상대이나, 인간인 메보라와 결혼해 낳은 하프엘프 로빈 망질의 아버지이다. 랑코비트(아더월드의 나라 참고)의 정보국장이다.
- 솀나샤오비로다인트라쉬부(솀 선생님) - 랑코비트(아더월드의 나라 참고)의 최고 마구스로, 악마 대전 당시 드래곤 연합군의 총사령관이었다. 현재 드란보우글리스펜쉬르의 여왕인 샤르맘니쉬라쉬바와 약혼한 사이였으나 신분 차이로 현재는 결혼하지 못하는 상태. 4권 드래곤의 배반에서 드래곤의 전 왕 샨도우바릴로우바쉬부를 죽임으로서 지구를 지켜내기도 했다. 9권에서 마왕 아르칸즈와 동시에 타라에게 청혼하였다. 마지스터를 '길러낸' 장본인이며 파란색의 블루 드래곤이다.
- 사피르 드라고쉬 - 랑코비트의 최고 마구스. 크라살비에서 온 뱀파이어이다. 셀렌바와 약혼을 하였지만 그녀는 드라고쉬를 배반하고 마지스터의 오른팔이 되고 말았다. 그러나 10권에서 다시 돌아온 약혼자 셀렌바와 결혼하게 된다.
- 안젤리카 브란다우드(꺽다리) - 타라 덩컨의 앙숙. 권력욕으로 가득 차 있다. 갈색머리에 초록빛 눈을 가졌고 원래 타라보다 키가 컸지만 지금은 타라가 더 크다. 타라와 친구들이 좋아하지 않는 대상이자, 잘생긴 외모를 좋아한다. 7권에서 빛의 손을 가지고 있다는 것이 밝혀졌다.

악당
- 마지스터(Magister) - 악당인 상그라브들의 두목, 셀레나로부터 맥으로 불리기도 하였다. 셀레나를 사랑하고 감정을 표현하는 이미테이션 금빛 마스크를 쓰고 있어서 얼굴 및 정체를 알 수 없으나 다릴 크라투스라고 추정하고 있다. 하지만 정체불명.스토리의 메인 빌런이다.
- 셀렌바 브라기쉬- 마지스터의 오른팔이었고, 인간의 피를 먹은 뱀파이어였다. 마지스터를 사랑했으나 10권에서 마지스터를 배반하고, 타라의 도움으로 '인피뱀파(인간의 피를 먹은 뱀파이어)'에서 일반적인 뱀파이어로 돌아와 사피르 드라고쉬와 결혼했다.
- 검은 여왕(Reine noire) - 8권에서 타라가 거대한 살아있는 돌을 구하기 위해 '스파리담'을 써서 만들어낸 인물이자 또다른 타라. 타라와 몸을 같이 사용하며 9권 마지막에 죽었다 생각하였으나 11권, 12권에서 타라가 자의로 변신해 사람들과 악마들에게 겁을 주었다.
- 가브리엘 - 아르칸즈의 이복형으로 10권에서 아더월드를 침략하려 했으나 실패하게 된다. 보랏빛 눈동자를 가졌다. 11권에서 엘레아노라(산헥시아)에 의해 죽는다.
- 거시기 - 실버와 같은 몸을 썼던 키틴질로 이루어져있으며 약점이라고는 무릎밖에 없는 괴상한 육식동물로 하프드래곤과 인간의 성향의 충돌로 인해 생겼으나 7권에서 실버가 드래곤으로 변신할 수 있게 되면서 죽었다. 거시기 때문에 타라와 안젤리카가 죽을 뻔했다.

그 외
- 아르칸즈 - 현재 림보의 마왕이며 인간 형태의 악마이다. 타라에게 반하여 9권에서 청혼을 하였다.초록색 눈동자를 가지고 있다.
- 엘레아노라 - 오무아의 면허받은 도둑이다. 전에 칼이 좋아했던 사람으로 오무아 제국의 수상인 티라니크 수상을 염탐하다가 6권에서 죽었다. 문에 휘말려가 죽은 브란디스의 사촌으로 한때 칼을 증오했었으나 누군가의 부추김을 당했음을 알고 풀었다. 후반부에 마왕 아르칸즈의 이복누나로 등장하는 산헥시아의 몸에 유령 상태로 공존하고 있다.
- 샤르맘니쉬라쉬바(샤름) - 솀나샤오비로다인트라쉬부와 약혼한 사이, 드래곤의 전 왕 샨도우바릴로우바쉬부의 딸, 현재 드란보우글리스펜쉬르의 여왕인 빨간색의 레드 드래곤이다.
- 실버쉬로우쉬부 클라크에투알(Sylverchirouchivu Claquetoile) - 하프드래곤, 타라 덩컨의 친구이자 파프니르의 연인이다. 마지스터와 드래곤 왕의 여동생이었던 아마바쉬로우쉬바의 아들로 난쟁이 양부모님 아래 자라난 불굴의 전사이다. 캐러멜색 머리에 금빛눈을 가졌고 키가 매우 크다. 한때는 타라를 사랑했었다.
- 발라 - 바이올렛 엘프로 전에 로빈을 좋아해 유혹하다가 흥미가 떨어지자 몽타뉴크리스토를 좋아하게 된다. 그리고 몽타뉴크리스토와 헤어진다.
- 제레미 델렝비르 발 드레구스 - 무아노와 사귀고 약혼까지 했으나 파혼했다.(무아노가 무심코 내뱉은 말이다) 타라와 같이 유전자 조작으로 인해 강력한 마법능력을 갖게 되어 타라 다음가는 능력을 소유했다. 갈색 머리에 초록빛 눈을 가진 소년으로 부모님인 알리아와 델과 여동생 캐서린을 금지된 대륙에서 만나게 되었다.
- 캐서린 - 제레미 델렝비르 발 드레구스의 여동생. 금지된 대륙에 억류되어 있었다.
- 알리아 - 제레미,캐서린의 엄마, 금지된 대륙에서 솀을 오해해 독살하려 했으나 오히려 그게 도움이 되어 영원히 인간이 될 뻔했던 솀을 살린다.
- 델 - 제레미,캐서린의 아버지이다.
- 베티(Betty) - 타라의 지구인 친구. 민투스 주문으로 아더월드를 모르고 있다가 붉은 여왕의 하녀로 잡혀가 아더월드를 알게 된다. 드래곤 살루와 함께 살고 있다.
- 사엘 - 12권에 나오는 등장인물로 다오보르 행성의 젊은 여성 엘프다. 로빈 망질과 사귀겠다고 12권 끝에 발표한다.
- 샨도우바릴로우바쉬부 - 샤르맘니쉬바라쉬바의 아버지이자 솀냐샤오비로다인트라쉬부(이하 솀으로 생략)을 싫어한다. 샬렌드라쉬바와 결혼해 딸 샤르맘니쉬바라쉬바를 낳았다. 4권(드래곤의 배반)에서 솀냐샤오비로다인트라쉬부에 의해 죽게된다.

## 12권 줄거리
최후의 전투에서 타라의 (한때는 싫어했던) 마법능력을 살아있는 돌이 아더월드가 되어 가져가 준다. 살아있는 돌은 아더월드의 정신이다. 괴물 혜성의 공격으로
다오보르 행성에서 엘프들을 만나고, 혜성을 물리친다. 리스베스는 바리우스와 결혼, 동생부부와 부모님들이 축하하러 온다. 타라는 칼과 함께하는 것으로 결말이 난다(프랑스에선 13권이 출판됨).
마지스터의 정체는 밝혀지지 않았으나 리스베스 여제의 전 남편이던 다릴 크라투스일 것으로 예상하는 사람들이 많다. 그러나 타라와 셀렌바는 다릴이 마지스터가 아니라고 확신했으므로 아닐 확률도 역시 있다. 그렇지만 마지스터는 타라와 가까이 있는 사람이고 오무아의 최상위층에 있으므로 산도르 황제(오무아 제국의 현 황제) 일수도 있다.

## 아더월드의 나라
- 오무아 제국 - 수도 팅가푸르/ 아더월드에서 제일 큰 인간이 통치하는 제국이다. 5000년 전 '불주먹' 데미데루스가 세운 제국이며 현재는 데미데루스의 직계 후손인 리스베스틸랑넴 탈 바르미 압 산타 압 마루와 그의 이복 오빠인 산도르 탈 바르미 압 마르치 압 브레비스가 함께 통치하고 있다.주인공 타라가 이 제국의 후계자(또는 부여제/공동여제)이다. 이 제국의 친위대는 손을 4개 가지고 있는 티그족이며 크산디아르가 친위대장이다. 그리고 고용한 엘프들을 오무아의 2번째 친위대라고 할 수 있다. 하지만 오무아 제국의 사람들은 대다수가 다른 종족들을 그닥 좋아하지 않는다. 상징은 눈 100개를 가지고 있는 황금색 공작이고 상징적인 색은 황금색과 주홍색이다.

- 랑코비트 왕국 - 수도 트라비아/ 아더월드에서 제일 큰 인간이 통치하는 왕국이다. 현재는 베어 왕과 티타니아 왕비가 통치하고 있다. 무아노가 이 나라의 방계공주이며(무아노의 어머니가 왕비의 동생이다) 타라와 타라의 어머니의 조국이기도 하다. 이 나라는 모든 종족들을 좋아하므로 방문하면 많은 종족들을 볼 수 있다. 살아있는 궁전이 특징이고 나중에는 살아있는 궁전의 복제판으로써 살아있는 저택이 등장하게 된다. 행정관은 머리를 두 개 가지고 있는 타트리스 종족인 칼리브리스 부인으로, 첫째머리 이름은 다나 칼리브리스고 둘째 머리는 클라라 칼리브리스이다. 공간이동 문은 거인 맑은시냇가수줍은꽃(플뢰르티미도보르드둔뤼소렝피드)이 관리한다. 랑코비트의 상징은 은빛 초승달 아래 금빛 뿔의 유니콘이다.상징 문양은 초승달에 탄 유니콘이고, 상징적 색은 은색과 파란색이다.

- 크라살비 - 수도 우를라/뱀파이어들의 나라이다. 아더월드에서 유일하게 대통령이 통치한다.현재 베오 드라큘이 대통령이다.상징색은 검은색. 뱀파이어들은 수학에 빠져 있다.

- 셀렌다 왕국- 엘프들의 나라이다.끝에서 왕이 없는 상태이다.

- 빌랭 왕국 - 용병들의 나라이다. 5권에서 타라가 정체를 숨기고 숨어있던 곳이 바로 이 나라이다.

- 스몰컨트리 - 땅신령,꼬마도깨비 파보,요정,고블린 등이 살고 있는 나라이다. 꼬마도깨비 파보들은 장난을 좋아한다.막대사탕 키디코이도 파보들의 발명품이다.

- 히믈리아 - 난쟁이들의 나라.난쟁이들은 이곳에서 철등을 캐낸다. 수도는 미나트이고, 대장장이 씨족이 통치한다. 나라의 문장은 광산지하의 전쟁용 모루와 쇠망치. 광부,대장장이,금속 가공업자나 보석세공인들은 대부분 난쟁이들이다. 히믈리아의 철들은 매우 견고하고 단단하다고 알려져있다.

## 행성
- 아더월드 :마법사들과 다른 종족이 사는 행성이다.

- 지구:비마들이 사는 행성이다.지구에서 아더월드로 가려면 다섯 장의 태피스트리로 된 공간 이동의 문을 통과해야 한다.이 이동의 문은 지구의 달에도 설치되어 있다.

- 드란보우글리스펜쉬르 : 드래곤들의 행성이

다.하루가 28시간이며 드래곤들의 여왕인 샤르맘니쉬라쉬바(일명 샤름)가 통치하고 있다.
- 산티보르: 마음을 읽는 진실의 입이 사는 얼음 행성.1권에서 나오기를 아더월드에서는 죄를 지으면 이 행성으로 보내져 속죄해야 되어서 범죄가 그리 많이 일어나지 않는다고 한다.진실의 입들은 입이 없기 때문에 텔레파시 능력이 있는 파란 땅신령의 도움을 받아 아더월드 사람들과 의사소통을 한다.